# Rivedoux-Plage
Rivedoux-Plage is een gemeente in het Franse departement Charente-Maritime (regio Nouvelle-Aquitaine). De plaats maakt deel uit van het arrondissement La Rochelle. Het is een van de tien gemeenten op het eiland Île de Ré. Rivedoux-Plage telde op 1 januari 2022 2.428 inwoners.

## Geografie
De oppervlakte van Rivedoux-Plage bedroeg op 1 januari 2022 4,52 vierkante kilometer; de bevolkingsdichtheid was toen 537,2 inwoners per km².
De onderstaande kaart toont de ligging van Rivedoux-Plage met de belangrijkste infrastructuur en aangrenzende gemeenten.

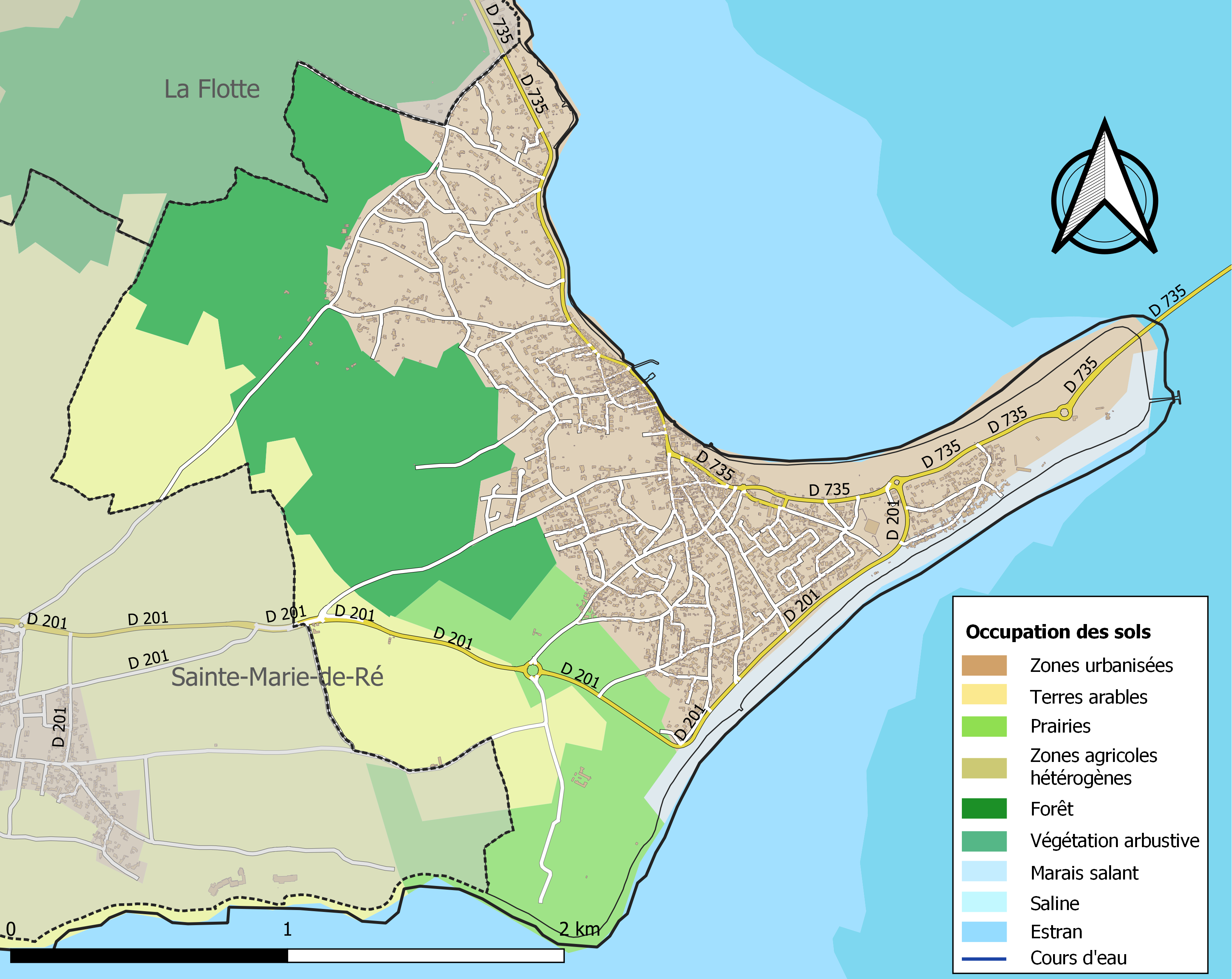

## Demografie
Onderstaande figuur toont het verloop van het inwonertal (bron: INSEE-tellingen).